# Reichsfinanzhof

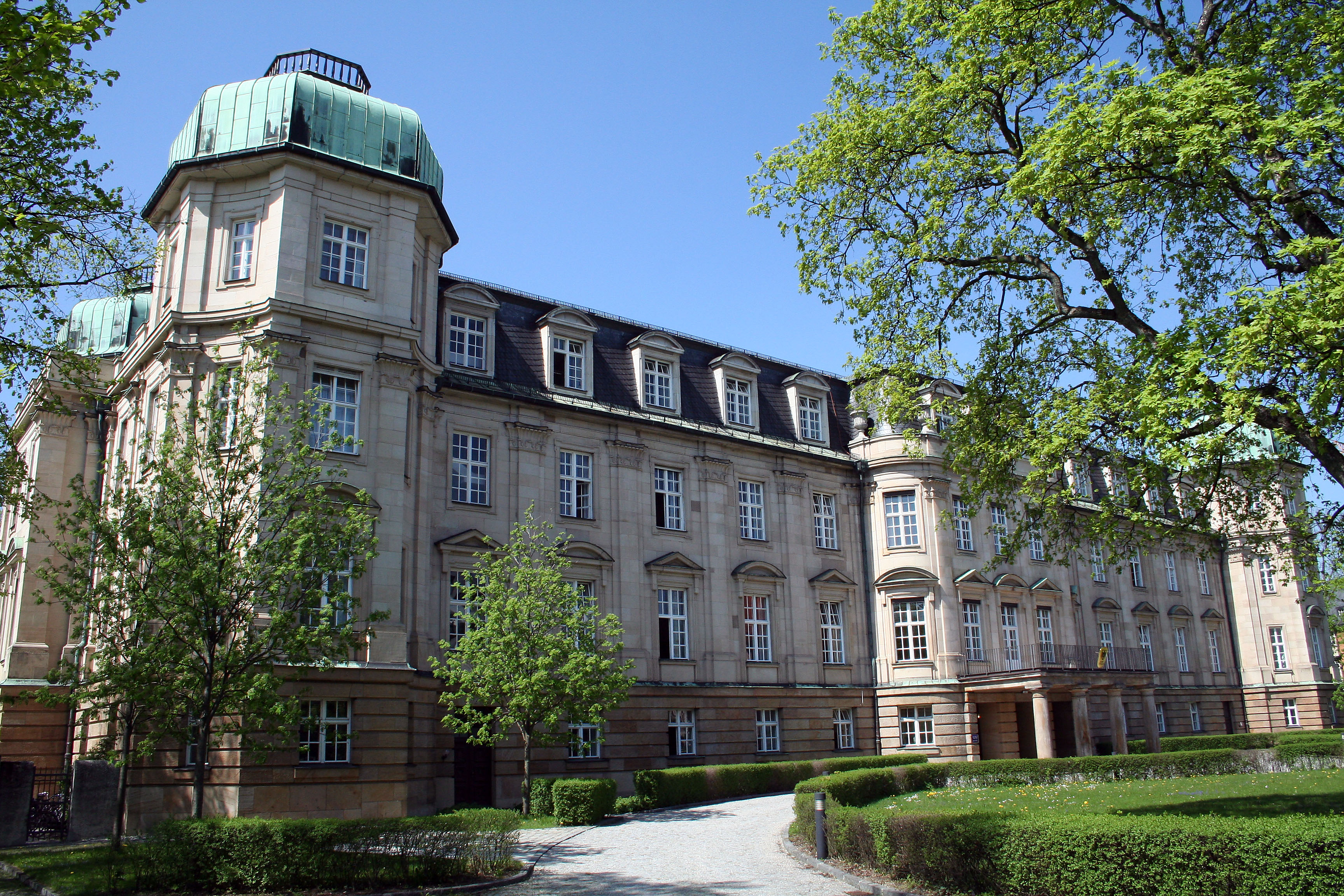
Reichsfinanzhof in München (heute Bundesfinanzhof)

Der Reichsfinanzhof (RFH) war die oberste deutsche Spruch- und Beschlussbehörde in Reichsabgabensachen zwischen 1918 und 1945.

## Geschichte

### Entstehung
Im Rahmen der Einführung einer Umsatzsteuer Mitte 1918 stellte sich die Frage nach der Gleichbehandlung im Reichsgebiet, da die Ausführung Sache der 26 Länder mit unterschiedlicher Behördenstruktur war. Während der Beratung über diese neue Steuer kam die Idee zu einem reichseigenen Steuergericht auf, als letzte Instanz in Steuerstreitfragen. Im weiteren Verlauf wollte man das Gericht jedoch nicht nur auf Steuerangelegenheiten beschränken, sondern im Namen auch eine eventuelle Ausdehnung der Zuständigkeit berücksichtigen. Deswegen entschied sich der Reichstag nicht für die Bezeichnung Reichssteuergericht, sondern für Reichsfinanzhof, während der Bundesrat München als Sitz wählte. Errichtet wurde der RFH durch Gesetz vom 26. Juli 1918, er nahm am 1. Oktober 1918 seine Tätigkeit auf.
Anders als es die Bezeichnungen Reichssteuergericht oder Reichsfinanzhof vermuten lassen, handelte es sich um kein Gericht im Sinne der dritten Staatsgewalt, sondern um eine Behörde der Reichsfinanzverwaltung. Der Reichsfinanzminister schlug dem Reichspräsidenten die Richter zur Ernennung vor.
Der Reichsfinanzhof entschied auch über die Vereinbarkeit von Landes- mit Reichsrecht (Art. 13 Abs. 2 WRV i. V. m. § 6 Landessteuergesetz/Finanzausgleichsgesetz), soweit nicht das Reichsgericht zuständig war.

### Weimarer Republik
Der Unterbau des RFH, die Landesfinanzgerichte, wurde erst im Jahr 1922 geschaffen. In der Folgezeit konnte sich der RFH eine gewisse Unabhängigkeit erarbeiten und überprüfte letztendlich auch Vorschriften und Anordnungen aus dem Ministerium.
Das Gericht entwickelte seine eigene Sicht der Dinge. So war z. B. die finanzielle Situation des Staates ein wichtiger Einflussfaktor auf die Rechtsprechung. Generell wurde aber auch weniger der Einzelfall betrachtet, sondern die Auswirkung auf das Steuersystem an sich.
In Kritik geriet der RFH, weil er im Auftrag des Reichs und der Länder Gutachten verfasste, die bei späteren Urteilen nicht unbeachtet bleiben konnten.

### Nationalsozialismus
Das Gesetz zur Wiederherstellung des Berufsbeamtentums wirkte sich auch auf den RFH aus. Mehrere Richter wurden in den Ruhestand oder an andere Behörden versetzt. Während der Einführung des neuen Gerichtspräsidenten Ludwig Mirre am 13. April 1935, äußerte der Staatssekretär im RFM, Fritz Reinhardt, seine Meinung über die zukünftigen Aufgaben des RFH.
Er führte aus, dass der RFH Vorschriften und Urteile aus der Zeit vor dem 30. Januar 1933 gemäß nationalsozialistischer Weltanschauung zu betrachten habe. Grundlage hierfür sei das Steueranpassungsgesetz von 1934. Der RFH versuchte jedoch, seine Freiheiten, bzw. zumindest eine eingeschränkte Unabhängigkeit zu bewahren und ging auf Reinhardts Forderungen nur bedingt ein. Dies veranlasste das RFM zu Kraftproben, denen der RFH letztlich nachgeben musste. Der Führererlass zur Vereinfachung der Verwaltung vom 28. August 1939 hob die Landesfinanzgerichte, den Unterbau des RFH, auf und ersetzte sie durch Abteilungen zur Bearbeitung von Anfechtungssachen bei den Oberfinanzpräsidien. Rechtsbeschwerde beim RFH war gegen die Entscheidungen dieser Abteilungen zwar weiterhin möglich, allerdings nur, sofern der zuständige Oberfinanzpräsident zustimmte.
Die Urteile mit jüdischen Beteiligten fielen in der Regel zu ihren Ungunsten aus. Es wurde durchaus üblich, dass sich das RFM in Fälle einschaltete und der RFH der Meinung des Ministeriums folgte.
| Entwicklung der Rechtsfälle von 1933 bis 1942 |               |                    |          |
| Jahr                                          | Neu- eingänge | Insgesamt anhängig | Erledigt |
| 1933                                          | 3.827         | 6.448              | 4.117    |
| 1934                                          | 3.074         | 5.405              | 3.642    |
| 1935                                          | 2.921         | 4.684              | 3.320    |
| 1936                                          | 2.882         | 4.246              | 2.904    |
| 1937                                          | 3.496         | 4.665              | 2.936    |
| 1938                                          | 3.402         | 5.131              | 3.314    |
| 1939                                          | 3.051         | 4.868              | 3.079    |
| 1940                                          | 2.114         | 3.743              | 2.494    |
| 1941                                          | 1.802         | 3.051              | 2.121    |
| 1942                                          | 1.497         | 2.427              | 1.644    |

Nachfolger wurde der Bundesfinanzhof.

## Gliederung
Anfang 1944 galt folgende Geschäftsverteilung:
- Großer Senat

Fälle laut § 66 Absatz 1 Reichsabgabenordnung, Fälle laut § 5 Absatz 2 und § 6 Finanzausgleichsgesetz, Begutachtung des allgemeinen Teils der Reichsbewertungsgesetzes, Begutachtung des Finanzausgleichsgesetz, Begutachtung von Fällen die mehrere Senate betreffen
- I. Senat

Körperschaftsteuer, Gewerbesteuer der Körperschaften, Rechtsbeschwerden zur Durchführung und Ergänzung des Anleihestockgesetzes, Saarländische Einkommensteuer für juristische Personen, Mecklenburgische Gewerbesteuer der Körperschaften
- II. Senat

Kapitalverkehrsteuer, Wechselsteuer, Grunderwerbsteuer, Kraftfahrzeugsteuer, Beförderungsteuer, Versicherungsteuer, Feuerschutzsteuer, Rennwett- und Lotteriesteuer, Stempelsteuer, Wertzuwachsteuer der Länder
- III. Senat

Reichsbewertung, Industriebelastung und Aufbringung, Reichsvermögensteuer, Reichsfluchtsteuer, Erbschaftsteuer, Schenkungsteuer, Grundsteuer, Grundwertsteuer, Mietzinssteuer, Hauszinssteuer, Aufwertungsteuer, Entschuldungsteuern, Wegeabgabe der Länder
- IV. Senat

Einkommensteuer (soweit nicht VI. Senat zuständig), Lohnsteuer, Steuerabzug vom Kapitalertrag (soweit nicht I. oder VI. Senat zuständig), Wehrsteuer, Bürgersteuer, Kirchensteuer
- V. Senat

Umsatzsteuer, Zölle, Verbrauchsteuern, Ausgleichsteuer, Süßstoffsteuer, Biersteuer, Getränkesteuer der Länder und Gemeinden, Helgoländische Gemeindeinfuhrsteuer
- VI. Senat

Einkommensteuer aus Gewerbebetrieb oder Land- und Forstwirtschaft, Gewerbesteuer (soweit nicht I. Senat zuständig), Wandergewerbesteuer, Reichsabgabenordnung (soweit kein anderer Senat zuständig), Finanzausgleich einschließlich Doppelbesteuerung (soweit nicht Großer Senat zuständig), Verwaltungskostenzuschüsse, Bremische Firmen- und Gewerbesteuer, Mecklenburgische Gewerbesteuer zugunsten mecklenburgischer Gemeinden
- VI.a Senat

alle Streitsachen, bei denen es sich um gemeinnützige, mildtätige oder kirchliche Zwecke handelt.

## Registerzeichen
- A – Spruchverfahren (Rechtsbeschwerden)
- B – Beschlussverfahren
- D – Gutachten
- F – Strafsachen
- Gr.S. – Großer Senat

## Personen

### Präsidenten
1. 1918 bis 1930: Gustav Jahn
2. 1931 bis 1933: Herbert Dorn
3. 1933 bis 1934: Richard Kloß
4. 1935 bis 1945: Ludwig Mirre

### Weitere Angehörige
- Enno Becker, Senatspräsident, 1922 bis 1933
- Georg von Breunig, Senatspräsident, 1920 bis 1923
- Robert Evers, Senatspräsident, 1929 bis 1934
- Friedrich Gaschott, Reichsfinanzrat, 1921 bis 1934
- Oskar Grünewald, Senatspräsident
- Hans Müller, 1933 bis 1945
- Heinz Maria Oeftering, Regierungsrat, 1932 bis 1934
- Georg Strutz, Senatspräsident, 1918 bis 1929
- Heinrich Zapf, Senatspräsident, 1924 bis 1934
- Kurt Zülow, Senatspräsident, 1940 bis 1942 (†)